# Milton George Henschel
Milton George Henschel (Pomona, 9 agosto 1920 – Brooklyn, 22 marzo 2003) è stato un predicatore statunitense.

## Biografia
Dal 1992 al 2000 è stato il sesto presidente della Watch Tower Bible and Tract Society, l'ente giuridico usato dal Corpo direttivo dei Testimoni di Geova per la stampa delle pubblicazioni ed altre esigenze non legate all'attività dottrinale ma di natura pratica.